# Секст Кокцей Севериан Хонорин
Секст Кокцей Севериан Хонорин (на латински: Sextus Cocceius Severianus Honorinus) e политик и сенатор на Римската империя през 2 век.
През 147 г. той е суфектконсул заедно с Тиберий Лициний Касий Касиан и след това с Гай Попилий Кар Педон.